# Diga di Pfaffensprung
La diga di Pfaffensprung è una diga ad arco situata in Svizzera, nel Canton Uri, nel comune di Wassen.

## Descrizione
Ha un'altezza di 32 metri e il coronamento è lungo 64 metri. Il volume della diga è di 2.000 metri cubi. Il lago creato dallo sbarramento ha un volume massimo di 0,15 milioni di metri cubi, una lunghezza di 300 metri. Lo sfioratore ha una capacità di 350 metri cubi al secondo.
Le acque del lago vengono sfruttate dalle Schweizerische Bundesbahnen (FFS), che forniscono energia alle proprie linee ferroviarie.